# 乔治·埃德温·埃里森
乔治·埃德温·埃里森（英語：George Edwin Ellison，1878年—1918年11月11日）是第一次世界大战中被杀的最后一名英國军人。

## 生平
埃里森来自英国利兹。早年他作为一名普通士兵加入了英国陆军。1912年他曾离开军营同汉娜·玛丽亚·伯根结婚并成为了一名矿工。由其编号可知是一名战前普通士兵（L/12643）。在开战前的某一时间，他被召回军队并在战争开始时在第五皇家爱尔兰枪骑兵服役。他曾参加过1914年的蒙斯战役以及其他几场战役，包括伊珀尔战役、阿尔芒蒂耶尔战役，拉巴塞战役、朗斯战役、洛斯战役以及西线的康布雷战役。停战前一个半小时，他在比利时蒙斯郊区巡逻时被打死。
埃里森被埋葬在蒙斯东南的圣桑福里安军人公墓。无独有偶，很大程度上由于蒙斯是在战争开局阶段陷落的地区，也是最晚被收复的地区（从英国的角度来看），他的墓正对着第一次世界大战期间最早被杀的士兵约翰·帕尔。
他遗下妻子汉娜和一个才剛度過15歲生日短短5天就失去父親的儿子，詹姆斯·科尼利厄斯。截至2008年，埃里森至少有两个孙子还健在。

## 扩展阅读
- Michael Palin, Remembering Private Ellison （页面存档备份，存于）, BBC News, 29 October 2008. Retrieved 24 April 2011
- Peter Lazenby, Leeds soldier who was last to die in Great War Archive.today的存檔，存档日期2013-05-05, Yorkshire Evening Post, 7 November 2008.  Retrieved 24 April 2011